# Dissolvenza
La dissolvenza (in inglese fade, in francese fondu) è un espediente tecnico cinematografico. Esso consiste nella graduale scomparsa dell'immagine, sostituita altrettanto gradualmente da un'altra, e rientra nella categoria delle cosiddette transizioni, ovvero le modalità di passaggio da un'immagine all'altra. 
Le conformazioni abituali di dissolvenza sono tre: 
- dissolvenza a nero: l'immagine scompare in modo graduale e al suo posto compare un fondo nero; è detta anche dissolvenza a chiudere (fade-out in inglese)
- dissolvenza da nero: al contrario della precedente, si passa gradualmente da un campo completamente nero alle immagini;  è detta anche dissolvenza ad aprire (fade-in in inglese) o, con una terminologia non tecnica, assolvenza;
- dissolvenza incrociata: da un'immagine abbiamo il graduale passaggio ad un'altra, ovvero la prima inquadratura si affievolisce lasciando emergere la seconda, fino a scomparire del tutto (in inglese semplicemente fade, o cross fade, o dissolvence, abbreviato in diss).

Esempi:
Dissolvenza a nero: l'immagine A si diffonde nel nero
Dissolvenza da nero: dal nero affiora l'immagine A
Dissolvenza incrociata: l'immagine A svanisce e contemporaneamente affiora l'immagine B
Naturalmente le dissolvenze a chiudere e ad aprire non debbono essere obbligatoriamente "a nero" ma si possono utilizzare anche altri colori: nonostante il nero sia il colore più utilizzato, l'alternativa più frequente è forse il bianco. 

## Valenza linguistica
Essendo quello cinematografico un linguaggio e non una lingua, è assolutamente improprio parlare di grammatica del film, e pertanto non possiamo attribuire un significato grammaticale prestabilito e univoco alla dissolvenza. Ciò nonostante, la dissolvenza va considerata come un elemento semantico all'interno della struttura del film (un significante quindi), e possiamo allora riconoscere alla dissolvenza delle funzioni ricorrenti, ovvero i valori sintattici che abitualmente le vengono attribuiti. Nel cinema delle origini la dissolvenza incrociata veniva utilizzata per "ammorbidire" il passaggio da un'inquadratura all'altra, cosa all'epoca ritenuta scioccante per lo spettatore in quanto innaturale. Nel cinema classico hollywoodiano, la dissolvenza a nero/da nero era usata sovente per circoscrivere un periodo temporale della narrazione (da qui il frequente paragone letterario con l'inizio e fine del capitolo), come all'inizio ed alla fine di una sequenza; altre volte veniva usata per circoscrivere salti temporali, come il flashback ed il flashforward. La dissolvenza incrociata invece, facendo convivere due immagini contemporaneamente, stava ad indicate una qualche forma di legame tra i soggetti delle due inquadrature. Ma queste sono solamente alcune delle funzioni più frequenti nel cinema classico americano. 
Un caso d'uso specifico è il cosiddetto montage. Con questo termine francese il cinema americano intende una breve sequenza dove le varie inquadrature si susseguono piuttosto rapidamente, e il cui scopo è rendere un passaggio temporale o spaziale. Un esempio classico è in Quarto potere di Orson Welles: la sequenza di inquadrature fisse unite in successione dalle dissolvenze incrociate, dove vediamo i due personaggi seduti a tavola per la colazione ci racconta in modo diretto il fluire delle giornate.
Il cinema contemporaneo, perfino quello mainstream statunitense, ha acquisito e rielaborato queste codifiche svincolandosene, vuoi per la costante messa in discussione degli stilemi narrativi, vuoi per l'uso inflazionato che se ne è fatto nei decenni, vuoi per la maggior consuetudine dello spettatore a una lettura consapevole e smaliziata del racconto filmico.
In termini espressivi la dissolvenza si pone in antitesi linguistica allo stacco, ovvero al passaggio senza mediazioni da un'inquadratura all'altra. Ma naturalmente è davvero semplicistico intendere la dissolvenza come un "passaggio morbido" tra inquadrature, proprio perché in un'arte metonimica come è il cinema, un significante non può essere liquidato con tale facilità.